# Лекарь: Ученик Авиценны
«Лекарь: Ученик Авиценны» (англ. The Physician, нем. Der Medicus) — немецкий англоязычный художественный фильм, созданный по мотивам романа Ноя Гордона.

## Сюжет
Королевство Англия, XI век. У 11-летнего Роба Коула умирает мать от болезни кишок, после чего он напрашивается в попутчики к бродячему знахарю-брадобрею и тот обучает его своему ремеслу. Но вскоре этого Роберту становится недостаточно, так как он понимает, что против многих болезней такие умения бессильны. От лекарей-евреев, которые излечили брадобрея от слепоты из-за катаракты, он узнаёт, что далеко на востоке, в Персии, живёт величайший врачеватель в мире — Авиценна. Роб отправляется в путь через Францию, Средиземноморье и Египет, чтобы стать его учеником.
Узнав, что на Востоке христиан не жалуют, Коул выдает себя за иудея: сам себе делает обрезание и начинает называть себя Йессией, сыном Бениамина (так звали детей врача-иудея, лечившего брадобрея, а других иудейских имен Роб не знал). Из Египта в Персию Роб идет с караваном, где знакомится с девушкой Ребеккой, предназначенной в жены богатому еврею Бар-Каппаре. Однако песчаная буря погубила путников, и только Роберту удалось добраться до Исфахана.
Уже в городе Роб обращается в медресе Авиценны с просьбой принять его в ученики, но высокомерный секретарь приказывает вышвырнуть пришельца. Стража при этом избивает англичанина. Проходивший мимо Авиценна подобрал его на улице, оказал медицинскую помощь и, видя интерес юноши к медицине, принял его в ученики. Не имея денег на жизнь, Роб продолжает называться иудеем и находит себе приют в еврейской общине, где узнаёт, что Ребекка не погибла в песчаной буре, а была спасена проводником каравана. Вскоре девушку против её воли выдают замуж за Бар-Каппару.
Параллельно развивается сюжет борьбы веротерпимого и покровительствующего наукам шаха Ала-ад-Даула с радикальной мусульманской верхушкой, вступившей в союз с кочевниками-сельджуками. В ходе этой борьбы в город подбрасывают человека, больного чумой. Авиценна вместе с учениками остается в городе и им удается побороть эпидемию. Они узнают, что чуму переносят блохи, живущие на крысах. Роб также догадывается, что заражённые трупы стоит сжигать, так как чумные блохи начинают искать новые жертвы.
В медресе на лечение попадает и Ребекка. Муж её бросил, бежав из города. Когда пик болезни миновал, Роб разрешает ей выходить на прогулки. Во время одной из них они не могут сдержать порыва страсти и девушка впоследствии беременеет. Когда её муж узнает об этом, дело доходит до суда.
В это время на Авиценну и Йессию пали обвинения в «колдовстве». Ислам не разрешает вскрывать трупы, а Роб, в жажде познания, тайно вскрывает тело старика-зороастрийца, завещавшего отдать своё тело на растерзание хищным птицам. Заточённые в темницу и ожидающие казни, Роб и Авиценна тем не менее оживленно обсуждают результаты вскрытия.
Тем временем, шах, готовящийся к битве с сельджуками, чувствует острую боль в животе. Узнав о начавшейся казни Роба и Авиценны, он направляет на судилище стражников. Лучники убивают большую часть шайки проповедника-предателя, но сам он успевает улизнуть. Также Роб просит шаха спасти Ребекку, и стража останавливает суд над ней. Лекари успешно делают шаху операцию по удалению аппендикса.
Сельджуки уже начали штурмовать город. Радикальные мусульмане начинают погромы медресе Авиценны и еврейской общины. Шах советует Робу и Авиценне выводить людей через Восточные ворота. Перевязанный, едва держащийся на ногах, шах Ала-ад-Даула лично выходит с армией на сражение и героически погибает там.
Роб, уже вышедший через Восточные ворота, вспоминает про Авиценну и возвращается в медресе. Но тот уже успел принять яд, понимая, что его время прошло. Старый лекарь передает ему книгу со своими трудами и просит Роба завершить свою работу. Мусульманские муллы открывают ворота Исфахана сельджукам. Роб с супругой уезжают в Англию и основывают лечебницу в Лондоне. Об этом узнает старый брадобрей на одном из своих выступлений. На последних кадрах он отправляется в лечебницу, чтобы увидеть своего ученика.

## В ролях
- Том Пэйн — Роберт Коул/Йессе Бен Беньямин
- Адам Томас Райт — Роберт Коул в детстве
- Бен Кингсли — Авиценна
- Эмма Ригби — Ребекка
- Оливье Мартинес — шах Ала-ад-Даула
- Стеллан Скарсгард — Брадобрей[1]
- Элиаc М’Барек — Карим
- Макрам Хури — имам
- Стэнли Таунсенд — Бар-Каппара
- Майкл Маркус — Мирдин

## Отзывы и оценки
Критики в целом положительно оценили фильм за визуальный стиль и интересный сюжет, но критиковали его за исторические неточности и упрощённый романтизм. Питер Дебрюге похвалил фильм и назвал его «душевным историческим эпосом, в котором интеллектуальный прогресс противостоит удушающему влиянию мировых религий». Актёрская игра Бена Кингсли была удостоена похвалы. Визуальное оформление и дизайн сцен фильма были высоко оценены. Хотя дизайн окружения и костюмов были оценены положительно, но были отмечены и исторические неточности. Фильм критикуют за «старомодную структуру сюжета», «упрощенные эмоциональные уловки и редуктивные характеристики» и неточности сценария, такие как изменённая хронология, неверное изображение исламских законов и организации, нереалистичное сравнение Авиценны с его учеником (главным героем).